# Jamie Wood
Jamie Wood (Salford, 21 settembre 1978) è un ex calciatore britannico delle isole Cayman, di ruolo centrocampista.

## Palmarès

### Club

#### Competizioni nazionali
- Welsh Premier League: 7

The New Saints: 2004-2005, 2005-2006, 2006-2007, 2009-2010, 2011-2012, 2012-2013, 2013-2014
- Coppa del Galles: 3

The New Saints: 2004-2005, 2011-2012, 2013-2014
- FAW Premier Cup: 1

The New Saints: 2006-2007
- Welsh League Cup: 5

The New Saints: 2005-2006, 2008-2009, 2009-2010, 2010-2011, 2011-2012